# ウルフ・ライク・ミー
『ウルフ・ライク・ミー』（Wolf Like Me）は、StanがNBCユニバーサルおよびPeacockと共同で製作したオーストラリアのストリーミング・テレビのコメディドラマシリーズ。双方のストリーミング・サービスで2022年1月13日に公開された。ピーコックは2022年4月にシーズン2の製作を決定した。

## プロット
ゲイリー（ジョシュ・ギャッド）は11歳の娘エマとオーストラリアのアデレードで暮らすシングルファザーで、父娘のどちらも7年前のエマの母親リサの死による感情的トラウマに囚われている。二人は、自身の複雑な感情的重荷から立ち直りつつある孤独なアドバイス・コラムニストのメアリー（アイラ・フィッシャー）と出会う。メアリーが二人を遠ざけようとしたにもかかわらず、運命の手を暗示するような偶然の連続によって何度も会い続ける。ゲイリーが娘との結びつきに苦労している一方で、メアリーは容易にエマと結びつく。しかし、メアリーの重荷には致命的な秘密が含まれており、二人を傷つけるのではないかと心配しているが、それは自分が人狼だからだ。

## 登場人物（配役）

### メイン
- メアリー（アイラ・フィッシャー）
- ゲイリー（ジョシュ・ギャッド）
- エマ（アリエル・ドナヒュー）

### リカーリング
- サラ（エマ・ラング（英語版））ゲイリーの義理の姉妹
- レイ（アンソニー・タウファ）サラのパートナー
- トレヴァー（アラン・デュークス）エマの精神科医

### ゲスト
- シェーン（ジェイク・ライアン（英語版））
- グウェン（ロビン・ネヴィン（英語版））
- シャーロッテ（エミリー・バークレイ（英語版））
- メラニー（キャサリン・ヴァン＝デイヴィース（英語版））
- タラ（サラ・ロバーツ（英語版））
- タクシー運転手（マイケル・デンカ（英語版））

## エピソード
| シーズン | シーズン | 話数 | 話数 | 発売期間       | 発売期間       |
| -------- | -------- | ---- | ---- | -------------- | -------------- |
|          | 1        | 6    | 6    | 2022年1月13日  | 2022年1月13日  |
|          | 2        | 7    | 7    | 2023年10月19日 | 2023年10月19日 |

### シーズン1（2022年）
| 通算 話数 | シーズン 話数 | タイトル                  | 監督                 | 脚本                 | 公開日        |
| --------- | ------------- | ------------------------- | -------------------- | -------------------- | ------------- |
| 1         | 1             | "Episode 1" "エピソード1" | エイブ・フォーサイス | エイブ・フォーサイス | 2022年1月13日 |
| 2         | 2             | "Episode 2" "エピソード2" | エイブ・フォーサイス | エイブ・フォーサイス | 2022年1月13日 |
| 3         | 3             | "Episode 3" "エピソード3" | エイブ・フォーサイス | エイブ・フォーサイス | 2022年1月13日 |
| 4         | 4             | "Episode 4" "エピソード4" | エイブ・フォーサイス | エイブ・フォーサイス | 2022年1月13日 |
| 5         | 5             | "Episode 5" "エピソード5" | エイブ・フォーサイス | エイブ・フォーサイス | 2022年1月13日 |
| 6         | 6             | "Episode 6" "エピソード6" | エイブ・フォーサイス | エイブ・フォーサイス | 2022年1月13日 |

### シーズン2（2023年）
| 通算 話数 | シーズン 話数 | タイトル                  | 監督 | 脚本 | 公開日         |
| --------- | ------------- | ------------------------- | ---- | ---- | -------------- |
| 7         | 1             | "Episode 1" "エピソード1" | TBA  | TBA  | 2023年10月19日 |
| 8         | 2             | "Episode 2" "エピソード2" | TBA  | TBA  | 2023年10月19日 |
| 9         | 3             | "Episode 3" "エピソード3" | TBA  | TBA  | 2023年10月19日 |
| 10        | 4             | "Episode 4" "エピソード4" | TBA  | TBA  | 2023年10月19日 |
| 11        | 5             | "Episode 5" "エピソード5" | TBA  | TBA  | 2023年10月19日 |
| 12        | 6             | "Episode 6" "エピソード6" | TBA  | TBA  | 2023年10月19日 |
| 13        | 7             | "Episode 7" "エピソード7" | TBA  | TBA  | 2023年10月19日 |

## 製作
6話からなるシリーズはジョディ・マターソン、ブルーナ・パパンドレア、スティーヴ・ハテンスキーによってプロデュースされた。脚本は、全6話の演出も担当したエイブ・フォーサイスが執筆した。2021年4月にこのシリーズにはアイラ・フィッシャーとジョシュ・ギャッドが主演することが発表された。2021年12月にアリエル・ドナヒュー、エマ・ラング、アンソニー・タウファなどの残りの出演者と、ジェイク・ライアン、ロビン・ネヴィン、ナッシュ・エドガートンなどのゲスト出演者が発表された。シリーズはシドニーのインナー・フォレスト・カウンシル、フォレスト・ロッジ郊外、グリーブ、アシュフィールドとアシュベリー、西シドニー、メナイ、サザーランドおよびニューサーウスウェールズ地方で撮影された。2022年4月26日にピーコックはシーズン2製作を決定した。

## 公開と評価
2022年1月4日に、「ジャンルを超えた」と評された予告編が公開された。各話30分からなる全6話のシリーズは、2022年1月13日にピーコックとStanで公開された。
カナダではAmazon Primeで2022年1月12日に強い超可能となった
。
全体として、このシリーズは肯定的な評価を受けた。Metacritic は8件のレビューをもとにシーズン1に100点中の69点を与え、「概ね好意的なレビュー」を示した Rotten Tomatoes gave the Season 1 a 65% critical approval rating and an average rating of 6.3/10 based on 20 reviews, though filtering for "Top Critics" the score rose to 75%. Stating that the Critic's Consensus of, "Wolf Like Me's mixed bag of occasionally disparate elements takes time to gel, but Isla Fisher and Josh Gad make it easy to be patient."。